# Karl Rohr (Illustrator)
Karl Leonhard Heinrich Wilhelm Rohr (* 26. Juni 1891 in Augsburg; † 6. März 1972) war ein deutscher Architekt, Maler, Karikaturist, Autor und Illustrator von Kinderbüchern.

## Leben
Karl Rohr, Sohn eines Innenarchitekten, studierte Architektur in Karlsruhe. Seit 1911 gehörte er der Karlsruher Burschenschaft Teutonia an. Er wurde zunächst Innenarchitekt wie sein Vater. Er war in München tätig und Mitglied des Berufsverbandes der Architekten und Bauingenieure (BAB). Er verfasste und illustrierte zahlreiche Kinderbücher, vorwiegend für den Schreiber-Verlag in Esslingen. Er illustrierte unter anderem für den bekannten Autor Albert Sixtus. Sein Buch „Teddy“ wurde in mehrere Sprachen übersetzt, unter anderem ins Schwedische und Kroatische. Er war ebenfalls Karikaturist für die Wochenschrift Fliegende Blätter.

## Eigene Bücher (Auswahl)
- Teddy. Eine Lustige Bärengeschichte, 1925
- Jumbo. Eine lustige Elefanten‑Geschichte, 1927
- Wer fährt mit? Ein lustiges Verkehrsbilderbuch, 1927
- Die lustige Tierschau. Bilder und Reime, 1928
- Familie Osterhase. Lustige Bilder u. Reime. 1929
- Lustige Tiere aus aller Welt, 1929
- Tierscherze. Ein neues Malbuch, 1929
- Wer spielt mit? Ein lustiges Malbuch, 1929
- Die Sternen-Kinder, um 1930
- Neue heitere Tierbilder, 1931
- Frohe Stunden in Wald und Feld, 1936
- Wenn die Osterglocken läuten. Ein lustiges Hasenbuch, 1936
- Bei den Osterhäslein. Ein heiteres Hasen-Buch, 1937
- Fritz und Franz. Eine heitere Lausbubengeschichte, 1949

Quelle:

## Bücher anderer, die er illustrierte (Auswahl)
- Gute Freunde. Bilder aus Buntpapier, geschnitten von Karl Rohr mit Versen von Albert Sixtus, 1924
- Im Zirkus, von Suchergebnisse Karl Meitner Heckert mit Illustrationen von Karl Rohr, 1925
- Aus dem Häschenleben, von Hans Karl Meixner mit Farbtafeln von Karl Rohr, 1934
- Der Häslein Zeitvertreib, von Hans Karl Meixner mit Farbtafeln von Karl Rohr, 1934

## Karikaturen in der Wochenschrift Fliegende Blätter
- http://heidicon.ub.uni-heidelberg.de/pool/fb/person/1032881062